# العلاقات البليزية الشمال مقدونية
العلاقات البليزية الشمال مقدونية هي العلاقات الثنائية التي تجمع بين بليز وشمال مقدونيا.

## مقارنة بين البلدين
هذه مقارنة عامة ومرجعية للدولتين:
| وجه المقارنة                                              | بليز         | شمال مقدونيا                                               |
| --------------------------------------------------------- | ------------ | ---------------------------------------------------------- |
| المساحة (كم2)                                             | 22.97 ألف    | 25.71 ألف                                                  |
| عدد السكان (نسمة)                                         | 374.68 ألف   | 2.08 مليون                                                 |
| الكثافة السكانية (ن./كم²)                                 | 16.31        | 80.9                                                       |
| العاصمة                                                   | بلموبان      | إسكوبية                                                    |
| اللغة الرسمية                                             | لغة إنجليزية | اللغة المقدونية، اللغة الألبانية                           |
| العملة                                                    | دولار بليزي  | دينار مقدوني                                               |
| الناتج المحلي الإجمالي (بليون دولار)                      | 1.84 مليار   | 11.34 مليار                                                |
| الناتج المحلي الإجمالي (تعادل القوة الشرائية) بليون دولار | 3.05 مليار   | 29.26 مليار                                                |
| الناتج المحلي الإجمالي الاسمي للفرد دولار أمريكي          | 4.88 ألف     | 4.85 ألف                                                   |
| الناتج المحلي الإجمالي للفرد دولار أمريكي                 | 8.42 ألف     | 16.25 ألف                                                  |
| مؤشر التنمية البشرية                                      | 0.715        | 0.747                                                      |
| رمز المكالمات الدولي                                      | +501         | +389                                                       |
| رمز الإنترنت                                              | .bz          | .mk                                                        |
| المنطقة الزمنية                                           | 00           | توقيت وسط أوروبا، ت ع م+01:00، ت ع م+02:00، أوروبا/سكوبيه ‏ |

## منظمات دولية مشتركة
يشترك البلدان في عضوية مجموعة من المنظمات الدولية، منها:
| علم المنظمة | اسم المنظمة                        | تاريخ انضمام بليز | تاريخ انضمام شمال مقدونيا |
| ----------- | ---------------------------------- | ----------------- | ------------------------- |
|             | مؤسسة التنمية الدولية              | 19 مارس 1982      | 25 فبراير 1993            |
|             | يونسكو                             | 10 مايو 1982      | 28 يونيو 1993             |
|             | وكالة ضمان الاستثمار متعدد الأطراف | 29 يونيو 1992     | 19 مارس 1993              |
|             | الأمم المتحدة                      | 25 سبتمبر 1981    | 8 أبريل 1993              |
|             | الاتحاد البريدي العالمي            | ?                 | ?                         |
|             | البنك الدولي للإنشاء والتعمير      | 19 مارس 1982      | 25 فبراير 1993            |
|             | الاتحاد الدولي للاتصالات           | 16 ديسمبر 1981    | 4 مايو 1993               |
|             | منظمة حظر الأسلحة الكيميائية       | ?                 | ?                         |
|             | مؤسسة التمويل الدولية              | 19 مارس 1982      | 25 فبراير 1993            |
|             | منظمة التجارة العالمية             | ?                 | ?                         |
|             | منظمة الشرطة الجنائية الدولية      | ?                 | ?                         |

## وصلات خارجية
- موقع وزارة الخارجية البليزية